# Ernst von Leyden
Ernst Viktor von Leyden (Danzig, 20 april 1832 – Berlijn, 5 oktober 1910) was een Duits internist uit Danzig (nu Gdańsk).

## Biografie
Von Leyden studeerde medicijnen aan het Friedrich-Wilhelms-Instituut van de Humboldtuniversiteit in Berlijn, en was een leerling van onder andere Johann Lukas Schönlein (1793–1864) en Ludwig Traube (1818–1876). Later was hij professor in de medische wetenschappen aan de universiteiten van Königsberg (nu Kaliningrad), Straatsburg en Berlijn. Von Leyden was van grote invloed op de carrière van Ludwig Edinger (1855–1918) en werkte gedurende zijn tijd aan de Universiteit van Königsberg nauw samen met Otto Spiegelberg (1830–1881) en Friedrich Daniel von Recklinghausen (1833–1910). Onder zijn meest bekende studenten bevonden zich Hermann Nothnagel (1841–1905) in Königsberg en Hermann Ludwig Eichhorst (1849–1921) in Berlijn.
In 1880 richtte hij, samen met Friedrich Theodor von Frerichs, het wetenschappelijk tijdschrift Zeitschrift für klinische Medizin op; en in 1881 de Gesellschaft für innere Medizin. Hij behandelde de Duitse keizer Frederik III van Pruisen voor zijn strottenhoofdkanker, zij het zonder succes, en vanaf 1894 was hij een van de lijfartsen van Tsaar Alexander III van Rusland. Na Alexanders overlijden in 1894, werd Von Leyden door zijn opvolger, Tsaar Nicolaas II, onderscheiden met het grootkruis van de Orde van Sint-Anna. Vanwege zijn reputatie werd hij ook door andere leden van koningshuizen geconsulteerd, in Europa en daarbuiten, waaronder de kroonprins van Roemenië (de latere koning Ferdinand I), Mozaffar ed-Din Kadjar, de Shah van Perzië, en Grootvorst Georgi, Tsaar Alexander III's zoon.
Von Leyden was gespecialiseerd in de neurologie en was ook een van de leiders van de sanatorium-beweging, gericht op het op grote schaal voorzien van goede faciliteiten, in de vorm van herstellingsoorden, voor de behandeling van tuberculose patiënten, een zeer veel voorkomende ziekte in zijn tijd. Hij publiceerde over een breed scala van medische onderwerpen, waaronder werken over tabes dorsalis en poliomyelitis. In 1887–99 publiceerde hij het tweedelige Handbuch der Ernährungstherapie (Handboek van de voedingstherapie).

## Kankeronderzoek
Von Leyden heeft een aantal belangrijke initiatieven genomen in de geschiedenis van de oncologie. Zo richtte hij op 70-jarige leeftijd het eerste Duitse Instituut voor Kankeronderzoek op, verbonden aan het Berlijnse Charité hospitaal. Het werd gehuisvest in een drietal barakken, een voor mannelijke en een voor vrouwelijke patiënten, en één ingericht als laboratorium. Zij gingen de geschiedenis in als de Krebsbaracken. Voorts heeft hij de eerste internationale oncologie conferentie georganiseerd, in 1906 gehouden in Heidelberg, en de eerste internationale vereniging voor kankeronderzoek (voorloper van de huidige Union for International Cancer Control) opgezet. Zijn rol in de geschiedenis van de oncologie is lange tijd onderdrukt is geweest. Zij is nauw verbonden met het lot van de vervolgde en ontheemde Joodse artsen die aan het Charité hospitaal werkten. Veel komt sedert kort pas aan het licht. De belangrijke rol van Ernst von Leyden zelf werd - vanwege zijn "Joodse" vrouw en "niet-Arische" schoonzonen (Mendelssohn, Reichenheim) - simpelweg uit veel bronnen verwijderd.

## Persoonlijk leven
Ernst von Leydens eerste huwelijk was met Jenny, de dochter van magistraat Schröder uit Goesev, voorheen Gumbinnen, die in 1868 overleed na de bevalling van haar eerste kind. In 1868 trad Von Leyden opnieuw in het huwelijk, nu met Marie (1844–1932), dochter van bankier Rudolph Oppenheim (1811–1871). Marie von Leyden richtte, samen met de voorvechtster van vrouwenrechten Helene Lange, in 1899 de Vereinigung zur Veranstaltung von Gymnasialkursen für Frauen op (Vereniging voor de beschikbaarstelling van middelbareschoolcursussen voor vrouwen).
Von Leyden was een veelbereisd man voor zijn tijd. Hij was een fervent bergbeklimmer en reisde regelmatig naar Pontresina in de Zwitserse Alpen, waar zich een plaque met een bas-reliëf van zijn portret bevindt ter herinnering aan zijn veelvuldig bezoek. Ook bezocht hij Nederland, onder andere Scheveningen, waar zijn vriend Jozef Israëls hem portretteerde.
De politiek filosoof Wolfgang von Leyden (1911-2004) was zijn kleinzoon.

## Erkenning
Op de begraafplaats van de Friedrichswerderschen Gemeinde aan de Bergmannstraße in Berlin-Kreuzberg bevindt zich het ere-graf van Ernst von Leyden.  In de stadswijk Steglitz is de Leydenallee naar hem vernoemd. In 1913 vervaardigde de beeldhouwer Eugen Boermel een buste van Von Leyden, die in het Charité hospitaal te vinden is. In Wiesbaden en in Dormagen zijn eveneens straten naar hem genoemd.

## Eremedaille
Van tijd tot tijd wordt de Ernst von Leyden eremedaille toegekend aan een wetenschapper in Duitsland voor uitzonderlijke prestaties op het gebied van interne geneeskunde.

## Medische termen genoemd naar Ernst von Leyden
Er zijn verscheidene medische termen naar hem genoemd, waaronder:
- Charcot–Leyden kristallen: kleurloze microscopische kristallen die worden aangetroffen in het sputum van asthma patiënten, of in de uitwerpselen van patiënten met de chronische darmontsteking colitis ulcerosa; genoemd naar Von Leyden en de neuroloog Jean-Martin Charcot (1825–1893).
- Leyden's neuritis: Een vorm van zenuwontsteking waarbij zenuwstrengen worden vervangen door vetweefsel.
- Leyden–Möbius syndroom: Limb-girdle-dystrofie; naamgeving samen met de neuroloog Paul Julius Möbius (1853–1907)
- Westphal–Leyden ataxia: Acute ataxie die in de vroege jeugd begint; naamgeving samen met neuroloog Karl Friedrich Otto Westphal (1833–1890)